# Přátelé
Přátelé (v anglickém originále Friends) je americký televizní sitcom o skupině přátel žijících v Greenwich Village v New Yorku. První epizoda byla odvysílána na stanici NBC 22. září 1994, poslední 6. května 2004. Seriál byl vytvořen Davidem Cranem a Martou Kauffmanovou v produkci Kevina S. Brighta, Marty Kauffmanové a Davida Cranea. Byl vysílán ve více než sto zemích a stále se umisťuje na velmi dobrých místech na žebříčcích sledovanosti. Poslední epizodu seriálu sledovalo ve Spojených státech na 51,1 milionů lidí. Za deset let vysílání obdržel seriál 7 cen Emmy, Zlatý glóbus, 2 Ceny Sdružení filmových a televizních herců, dalších 56 různých ocenění a 152 nominací.
Úvodní píseň „I'll Be There for You“ pochází od skupiny The Rembrandts.

## Příběh

### První série
V první sérii se představuje šest hlavních postav: Rachel Greenová, servírka se zálibou v módě; Monica Gellerová, profesionální kuchařka; její bratr, Ross Geller, doktor paleontologie; Phoebe Bufetová, masérka a písničkářka; Joey Tribbiani, nepříliš úspěšný herec, a Chandler Bing, Rossův přítel z vysoké školy, který pracuje pro neznámou firmu. Poté, co utekla svému nastávajícímu od oltáře, přichází Rachel do New Yorku. Nastěhuje se k Monice, své kamarádce ze střední, a snaží se začít nový život, zcela nezávislá na svých bohatých rodičích. Pro začátek se jí podaří získat místo servírky v kavárně Central Perk. Ross, jenž je do Rachel zamilovaný od svých středoškolských let, se jí snaží po celou sérii sdělit své pocity. Avšak není to vůbec jednoduché. Kromě toho, že jej brzdí jeho nejistota, překážkou mu je mimo jiné přítel Rachel, vášnivý Ital Paolo a těhotenství jeho lesbické ex-manželky Carol, což ho staví do obtížné situace s její partnerkou Susan. Na konci první série se jim narodí syn, jehož pojmenují Ben. Joey nemá žádný trvalý vztah, plnými doušky si užívá svého svobodného života. Phoebe má dosti podivnou a výstřední povahu, což je důsledkem jejího krutého dětství, které provázela odchodem jejího otce od rodiny, sebevražda její matky, následné roky strávené na ulici a chladným vztahem s dvojčetem Uršulou. Chandler ukončuje dlouhodobý vztah se svou přítelkyní Janice, avšak jejich cesty se během trvání seriálu ještě několikrát střetnou. Ke konci série je Ross pozván do Číny kvůli paleontologickým vykopávkám. Chandler se před přáteli prořekne, že Ross miluje Rachel, jež si následně uvědomí, že jeho city opětuje. První série končí tím, že Rachel čeká na letišti na Rossův návrat z Číny.

### Druhá série
Druhá série představuje více dějových linií a postavy se v jejich průběhu dále vyvíjí. Ross se vrací z Číny. Rachel na něj čeká na letišti, aby mu řekla, co k němu cítí. Avšak Ross nepřistává sám, spolu s ním přichází na scénu Julie, s níž se poznal během studia na vysoké škole. Racheliny pokusy sdělit Rossovi, že ho miluje, jsou přesným odrazem jeho pokusů v první sérii. Ross se během prvních epizod této série rozhodne s Julie rozejít, protože cítí, že Rachel je pro něj ta pravá, jen, aby několik dalších epizod musel překonávat napětí a zášť, jež mezi nimi vznikne po nedorozumění se seznamem negativních vlastností Rachel. Nakonec spolu začnou chodit, Rachel totiž uvidí dlouho skrývané domácí video z noci jejího a Monicina maturitního plesu, kdy se Ross chystal zastoupit její plesové garde, které ji téměř “nechalo na holičkách”. Monica je povýšena na pozici šéfkuchařky, avšak vzápětí je propuštěna pro přijímání “dárků” od dodavatele, což je v rozporu s pravidly. Kvůli nedostatku peněz přijme ponižující pozici servírky v restauraci ve stylu 50. let. V seriálu se poprvé objeví Dr. Richard Burke, rodinný přítel, který se nedávno rozvedl a má dvě děti. Přestože je o 21 let starší než Monica, tak spolu během druhé poloviny série chodí. Na jejím konci se rozejdou, jelikož si Monica uvědomí, že by nedokázala sdílet svůj život s člověkem, jenž s ní nechce v budoucnosti založit rodinu. Nepříliš úspěšnému Joeymu se začne dařit, získá totiž roli neurochirurga Drake Ramoraye ve fiktivní verzi televizního seriálu Dny našeho života (Tak jde čas), ale brzy o ni přijde, vlivem svého vyjádření v interview, že si repliky ve skutečnosti píše sám. Scenáristi jeho postavu nechají tragicky zahynout ve výtahu. Následkem svého kariérního propadu již není schopen platit svůj drahý byt a stěhuje se zpět k Chandlerovi, který se tak zbaví poněkud vyšinutého spolubydlícího Eddieho. Tahle zkušenost prohloubí Chandlerovo a Joeyho přátelství. V závěru druhé série se Chandler skrze internet seznámí s velice milou ženou, jen aby při jejich prvním osobním setkání zjistil, že je to Janice.

### Třetí série
Ve třetí sérii dochází k posilnění formátu seriálu. Rachel začne pracovat u Bloomingdale's a Ross žárlí na jejího kolegu Marka. Vztah Rosse a Rachel se rozpadne, když se Ross vyspí s holkou od kopírky – Cloe. Jeho trvání na tom, že „tehdy se rozcházeli“, se stalo běžícím gagem během následujících sérií. V druhé polovině série se objevují dva spory mezi hlavními protagonisty, ale nakonec dojde k usmíření. Po rozchodu Rosse a Rachel se následující epizoda nevěnuje jim, ale Chandlerovi, který, jak se ukazuje, měl těžkou ránu v dětství, když se dozvěděl o rozvodu rodičů. Phoebe, o které se ví, že nemá žádnou rodinu kromě svého dvojčete Uršuly, se seznámí se svým polovičním bratrem Frankem (Giovani Ribisi) a v závěru zjistí, že její pravá matka, která ani nevěděla, že Phoebe existuje, ještě žije. Joey se zakouká do své kolegyně herečky z divadla – (Dina Meyer), která však k němu stejné city nechová, a to ani poté, co se spolu vyspí. To se však změní poté co ji opustí její přítel/režisér, když se dozví, že recenze jeho hry ji označily za propadák. Jejich vztah však netrvá dlouho, protože Kate dostane nabídku na účinkování v televizním seriálu v Los Angeles. Monica si začne s milionářem Pete Beckerem (Jon Favreau). Nejprve ho bere jako kamaráda, ale nakonec spolu chodí. Rozejdou se poté, co Pete, coby zápasník v ringu ve volném stylu, skončí dvakrát hodně zmlácený a nechce přestat.

### Čtvrtá série
Během natáčení čtvrté série otěhotněla herečka Lisa Kudrow. Aby tvůrci seriálu vysvětlili její těhotenství, vymysleli, že Phoebe bude náhradní matkou pro svého bratra a jeho manželku (Debra Jo Rupp). Ross a Rachel se na začátku série usmíří, ale krátce na to se znovu rozejdou. Během této série si Monika a Rachel musí vyměnit byt s Joeym a Chandlerem poté, co prohrají sázku o to jak moc se mezi sebou znají. Jelikož však chtějí byt zpátky, nakonec Joeyho a Chandlera uplatí, když jim dají sezónní permanentku na Knicks a minutu se líbají. Zhruba uprostřed série se Ross seznámí s Angličankou Emily (Helen Baxendale) a na závěr série, který se natáčel v Londýně, mají Ross a Emily svatbu. Chandler a Monica se spolu vyspí poté, co si jeden ze svatebčanů splete Monicu s Rossovou matkou a Monica najde útěchu v náručí přítele. S blížícím se termínem svatby propadá Rachel čím dál větší depresi, z níž se pokusí dostat tím, že navrhne svému příteli Joshuovi svatbu. Nakonec se vypraví do Londýna, aby Rossovi řekla, že ho miluje a svatbu tak překonala. To mu však nakonec neřekne. Všechno se zkomplikuje poté, co při svatebním slibu Ross místo Emilina jméno řekne jméno Rachel.

### Pátá série
V průběhu páté série se Monica s Chandlerem snaží udržet svůj nový vztah v tajnosti před svými přáteli, zatímco Rossovo manželství s Emily končí krátce po jejich svatbě ještě dříve než vůbec začne. Phoebe začne chodit s policistou Garym (Michael Rapaport), se kterým se seznámí díky nálezu jeho policejního odznaku. Jejich vztah však skončí krátce poté, co se spolu s Garym nastěhují do nového bytu a ráno po probuzení zastřelí Gary zpívajícího ptáčka. Vztah Monicy a Chandlera vyjde najevo a na výletě v Las Vegas se rozhodnou, že se vezmou. Série končí, když se opilý Ross a Rachel vypotácí ze svatební kaple. Tato série získala v roce 1999 nominaci Emmy na Nejlepší komediální seriál.

### Šestá série
V úvodní epizodě šesté série vyjde najevo, že manželství Rosse a Rachel je opilecká chyba, a přestože se k tomu Ross nemá, se nakonec po neúspěšné anulaci manželství rozvedou (Rossův třetí rozvod). Monica a Chandler se dohodnou, že budou bydlet spolu a Rachel se odstěhuje k Phoebe. Joey, stále neúspěšný herec, má novou spolubydlící a dostane roli v kabelovém televizním seriálu „Mac a C. H. E. E. S. E.,“ kde hraje po boku robota. Ross dostane práci jako profesor na Newyorské univerzitě a začne chodit se studentkou Elizabeth (Alexandra Holden). Jejího otce hraje ve třech epizodách Bruce Willis. Phoebiin a Rachelin byt zachvátí požár, kvůli němuž se Rachel přestěhuje k Joeymu a Phoebe k Chandlerovi a Monice. V poslední epizodě se Chandler rozhodne požádat Monicu o ruku. Protože ale jeho původní plán na požádání o ruku selže, chce Monicu zmást tím, že se bude neustále vyjadřovat proti svatbě. Ve stejnou dobu však Monicu v restauraci navštíví bývalý přítel Richard, který ji řekne, že ji stále miluje, a že s ní chce mít děti. Monica nakonec prokoukne Chandlerův plán a sama ho klečíc požádá o ruku, ale protože začne brečet, žádost nedokončí, a tak ji Chandler požádá o ruku sám. Epizoda končí velkou oslavou s jejich přáteli, kteří stáli za dveřmi. Série byla roku 2000 nominována na Nejlepší komediální seriál cen Emmy.

### Sedmá série
Sedmá série se z větší části věnuje svatbě Monicy a Chandlera a jejím přípravám. Joeyho televizní seriál zruší, ale znovu mu nabídnou roli v Dnech našeho života. Phoebin byt je opraven, ale kvůli zboření nelegálně postavení příčky Rachel nakonec zůstane u Joeyho. Poslední dvě epizody série se týkají Moničiny a Chandlerovy svatby, kde se v roli Chandlerova otce objevila Kathleen Turner. Závěrečné momenty série prozrazují Rachelino těhotenství.

### Osmá série
V první epizodě osmé série se hledá otec Rachelina dítěte. Ve druhé epizodě se zjistí, že jím je Ross a v následující epizodě mu to Rachel řekne. Joey se zamiloval do své spolubydlící Rachel a když jí o tom pověděl, oba se cítili trapně. Jejich vztah se nakonec vrátil do starých kolejí, ale v závěru série, kdy Rachel porodila dceru, kterou s Rossem pojmenovali Emma, přijala neúmyslnou nabídku k sňatku od Joeyho, kterou si mylně vyložila poté, co se Joey sehnul pro prstýnek, který vypadl z Rossova kabátu. Tato série vyhrála cenu Emmy za Nejlepší komediální seriál roku 2002.

### Devátá série
V deváté sérii začnou Ross a Rachel bydlet s jejich dcerkou Emmou poté, co se vyjasní omyl ohledně Joeyho nabídky k sňatku. Rachel se však brzy po sporech s Rossem vrátí k Joeymu. Monica a Chandler, inspirovaní Rossem a Rachel, se rozhodnou mít vlastní dítě. Poté, co se několik epizod marně pokoušejí o otěhotnění nakonec zjistí, že jsou oba fyzicky neschopní spolu počít dítě. V seriálu se objevuje Mike Hannigan (Paul Rudd), jakožto nový Phoebiin přítel. Ve stejnou dobu se však z Minska vrátí vědec David (Hank Azaria), se kterým Phoebe chodila v první sérii. Sama se mezi nimi musí rozhodnout a nakonec zvolí Mikea. Konec deváté série se odehrává na Barbadosu, kam všichni letí na paleontologickou konferenci, kde má Ross hlavní projev. Nově se také objeví paleontoložka Charlie (Aisha Tyler), která je první černošská herečka ve vedlejší roli. Charlie je Joeyho inteligentní přítelkyně. Joey Charlie přitahuje, ale i přes to ji nakonec zaujme Ross, se kterým je inteligencí na stejné úrovni. Poté, co Charlie opustí Joeyho, Joey a Rachel opět projeví své city, které jeden ke druhému chovají. Souhlasí však s tím, že to nejprve nebudou brát tolik v potaz, ale to se změní, když Joey uvidí Rosse, jak líbá Charlie. Série končí záběrem na líbajícího se Joeyho a Rachel.

### Desátá série
V desáté sérii se uzavírá několik motivů. Joey a Rachel se snaží zvládnout Rossovu vnitřní nevyrovnanost s jejich vztahem. Ten se však stane pohromou, a tak se nakonec rozhodnou zůstat přáteli. Charlie se rozhodne vrátit k bývalému příteli Benjaminu Hobartovi (Greg Kinnear), od kterého se Ross snaží získat výzkumný grant. Monica a Chandler se rozhodli adoptovat dítě a seznámili se s Erikou (Anna Faris), biologickou matkou z Ohia. Erika jim na konci série porodí dvojčata. Phoebe a Mike mají v závěru série svatbu a Rachel vezme práci u Louise Vuittona v Paříži. Ross se Rachel vyzná ze své lásky, ale ona i přesto nasedá do letadla do Paříže. Chandler a Monica se chystají odstěhovat ze svého bytu na předměstí a Joey je naštvaný, že se všechno mění. Poté, co zhrzený Ross dorazí do svého bytu, poslechne si vzkazy na záznamníku, kde je i jeden od Rachel, která se mu v něm vyzná, že ho taky miluje, ale vzkaz skončí dříve, než se dostane z letadla a Ross tak neví, zda do Paříže odletěla nebo ne. Vzápětí se objeví v jeho dveřích a řekne mu, že ho také miluje. V závěru poslední epizody seriálu se plačící Rachel zeptá: „Nedáme si kafe?,“ na což Chandler odpoví: „Jasně. Kde?“ (což jsou poslední slova pronesená v tomto seriálu).

## Obsazení
- Jennifer Aniston (český dabing: Miriam Chytilová) jako Rachel Greenová (později Rachel Greenová-Gellerová) je módní nadšenkyně, která potom co utekla od svatby s Barrym, pracovala tři roky v kavárně Central Perk, dokud neprorazila v módním průmyslu nejprve u Bloomingdale's a později u Ralpha Laurena.[2] Nejdelší vztah měla s Rossem, za kterého se v podnapilém stavu provdala v Las Vegas, ale později se rozvedli.[2] Společně mají dceru Emmu. V posledním dílu seriálu se Ross a Rachel znovu dají dohromady a jejich vztah je podle vyjádření Joeyho v seriálu Joey, volném pokračování seriálu Přátelé, zpečetěn i manželstvím.[2]

- Courteney Cox (český dabing: Pavla Rychlá) jako Monica Gellerová (později Monica Gellerová-Bingová) je Rossova sestra a šéfkuchařka v luxusní restauraci Javu (dříve v jiných restauracích, např. U Alessandra).[2] Během dospívání měla problémy s obezitou.[2] Je posedlá pořádkem, uklízením a čistotou. Žije v bytě po babičce a je velmi soutěživá.[2] V minulosti měla vztah s rodinným známým Richardem, ale nakonec si začala s Chandlerem, za kterého se později provdala.[2]

- Lisa Kudrow (český dabing: Stanislava Jachnická) jako Phoebe Bufetová (v originále Phoebe Buffay, později Phoebe Bufetová-Hanniganová / Buffay-Hannigan) je velmi potrhlá masérka a folková zpěvačka.[2] Měla těžké dětství, které se podepsalo na její výstřednosti.[3] Má identické dvojče Uršulu, se kterou se však nestýká. Je vegetariánka a svému nevlastnímu bratrovi porodila trojčata.[2] V poslední řadě seriálu se provdala za Mika Hannigana.[2]

- Matt LeBlanc (český dabing: Petr Rychlý) jako Joey Tribbiani je herec, který se stal známý za svou roli Dr. Drakea Remoraye v televizním seriálu Dny našeho života (Tak jde čas).[4] Původem je Ital a má velkou rodinu. Je trochu méně bystrý, miluje jídlo a je velký sukničkář.[4] Jeho největším přítelem je Chandler, se kterým bydlel do doby, než se Chandler odstěhoval k Monice. Joey je hlavní postavou volně navazujícího seriálu Joey.

- Matthew Perry (český dabing: Rostislav Čtvrtlík, v několika dílech Aleš Procházka) jako Chandler Bing měl dříve v popisu práce statistickou analýzu a rekonfiguraci dat ve velké mezinárodní firmě.[4] Později však začal pracovat v reklamní agentuře. V dětství ho poznamenal rozvod rodičů a od té doby měl problémy se ženami a jakýkoliv vztah pro něj byl frustrující, ale nakonec se oženil s Monikou a adoptovali dvě děti.[5] Je charakteristický svým sarkastickým smyslem pro humor a tanečními kreacemi. Původně měl být gay.

- David Schwimmer (český dabing: Daniel Rous) jako Ross Geller je Moničin starší bratr, paleontolog pracující v Muzeu prehistorických dějin a později profesor paleontologie na Newyorské univerzitě.[4] Má rád slušnou mluvu a od střední školy miluje Rachel Greenovou.[4] Nemá štěstí na vztahy s ženami a je třikrát rozvedený. Má dvě děti – Bena a Emmu. V České republice byla mediálně propírána jeho podoba s ex-ministrem Vladimírem Mlynářem, která byla skutečně velmi výrazná.[4]

## Produkce
Na seriálu se podílelo množství scenáristů. Nejvíce dílů napsali, nebo se na nich podíleli Ted Cohen (25 epizod), Andrew Reich (25 epizod), Scott Silveri (23 epizod) a Shana Goldberg-Meehan (22 epizod). Necelou polovinu dílů seriálu režírovali Gary Halvorson (55 epizod) a Kevin Bright (54 epizod). K dalším pravidelným režisérům patřili Michael Lembeck (24 epizod), James Burrows (15 epizod), Gail Mancuso (14 epizod), Peter Bonerz (12 epizod), David Schwimmer (10 epizod) a Ben Weiss (10 epizod).

## Vysílání
| Řada | Díly | Premiéra v USA | Premiéra v USA  | Premiéra v ČR     | Premiéra v ČR     |
| Řada | Díly | První díl      | Poslední díl    | První díl         | Poslední díl      |
| ---- | ---- | -------------- | --------------- | ----------------- | ----------------- |
| 1    | 24   | 22. září 1994  | 18. května 1995 | 4. ledna 1997     | 14. června 1997   |
| 2    | 24   | 21. září 1995  | 16. května 1996 | 12. ledna 1998    | 22. června 1998   |
| 3    | 25   | 19. září 1996  | 15. května 1997 | 1. září 1998      | 16. února 1999    |
| 4    | 24   | 25. září 1997  | 7. května 1998  | 23. února 1999    | 3. srpna 1999     |
| 5    | 24   | 24. září 1998  | 20. května 1999 | 10. srpna 1999    | 18. ledna 2000    |
| 6    | 25   | 23. září 1999  | 18. května 2000 | 9. ledna 2001     | 10. července 2001 |
| 7    | 24   | 12. října 2000 | 17. května 2001 | 17. července 2001 | 15. ledna 2002    |
| 8    | 24   | 27. září 2001  | 16. května 2002 | 7. ledna 2003     | 17. června 2003   |
| 9    | 24   | 26. září 2002  | 15. května 2003 | 9. září 2003      | 24. února 2004    |
| 10   | 18   | 25. září 2003  | 6. května 2004  | 8. září 2004      | 29. prosince 2004 |

## Kulturní vliv

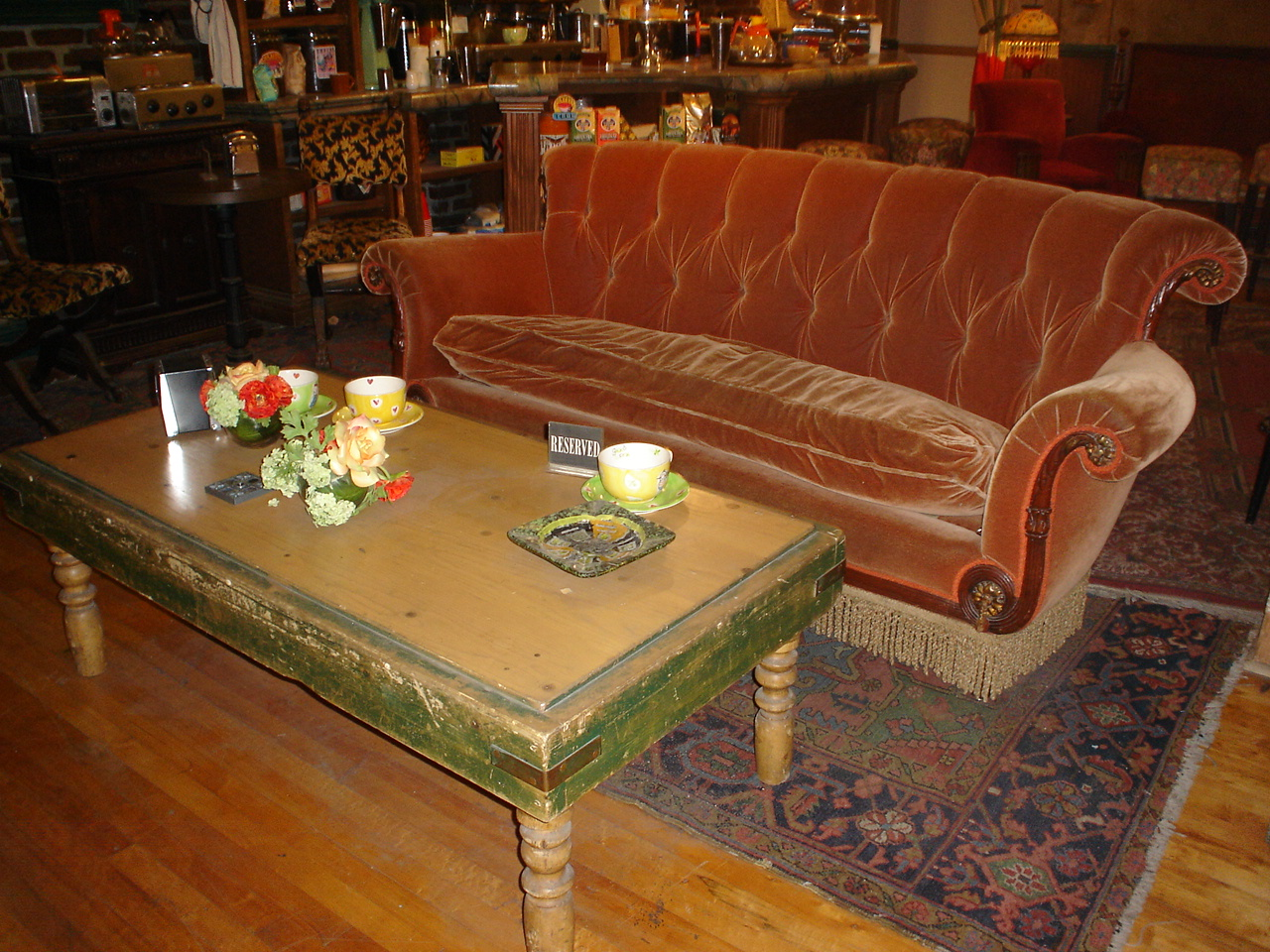
Kavárna Central Perk – jedno z hlavních míst setkávání šestice přátel

Seriál Přátelé významně přispívá do některých oblastí pop-kultury – zejména módy. Jeho vliv lze nalézt jak v oblasti každodenní módy, tak v oblasti vlasových účesů. Například účes, který měla Jennifer Aniston v první sérii seriálu, se v kadeřnictví označuje jako „Rachel“ a byl v době vysílání dané série napodobován po celém světě.
Joeyho „balicí“ fráze „Tak jak to de?“ se stala populární v anglickém slangu při navazování náhodné známosti, či při vítání přátel. Seriál rovněž popularizoval myšlenku seznamu celebrit, se kterými by se dotyčný mohl se souhlasem svého partnera či partnerky vyspat. V epizodě Bratrská láska si všichni své seznamy vymění ústně, zatímco Ross si vytvoří skutečný seznam a nechá jej zalaminovat, aby své rozhodnutí již později nemohl změnit.
Velký dopad na kulturu měla také podoba kavárny, v níž se seriálová parta přátel scházela – Central Perk. Íránský miliardář Mojtaba Asadian si roku 2006 dokonce nechal název a podobu Central Perku registrovat ve 32 zemích světa a nabízí je k franšízingovému obchodu. Styl kavárny však i bez toho spontánně zkopírovala řada podniků po světě – jeden Central Perk byl otevřen na Broadwick Street v londýnském Soho, další otevřel čínský obchodník Du Xin v Pekingu roku 2010 atp.
Přátelé jsou jedním z nejúspěšnějších televizních sitcomů v historii Spojených států, který si získal takovou popularitu a prestiž, že se v jednotlivých episodách objevila řada celebrit ve vedlejších rolích (např. Brad Pitt, Julia Roberts, George Clooney, Jean-Claude Van Damme, Danny DeVito, Bruce Willis, Charlie Sheen a mnozí další). Závěrečná epizoda seriálu se stala čtvrtým nejsledovanějším seriálovým finále v USA, po MASH, Cheers a Seinfeldovi. Vidělo ji 52,5 milionu Američanů.
Ve sledovanosti seriálu nastaly dva významné zlomy. Skok se odehrál zejména mezi 5. a 6. sérií, kdy přibylo v průměru 5 milionu diváků (patrně díky tomu, že na konci 5. série se Rachel a Ross znovu vzali, ovšem v opilosti), druhý skok pak přišel roku 2001, s nástupem osmé série, kdy přibylo dalších 5 milionů diváků. Pozorovatelé tento nárůst dávaly do souvislosti s útoky z 11. září, neboť série začala těsně po útocích, 27. září 2001, a seriál se odehrával v New Yorku. To, že diváky zajímal vztah Rachel a Rosse jako centrální zápletka, patrně ovlivnilo i závěr seriálu, byť kritici upozorňovali, že jejich finální obnovení partnerského vztahu ze závěrečné epizody ne zcela respektovalo vývoj charakterů a bylo spíše „na přání fanoušků“.
Kulturolog David Katzman upozornil na to, že seriál zobrazil zlom ve vývoji americké a celé západní společnosti. Hrdinové totiž žijí životním stylem, jehož pevným bodem není partnerský vztah, ale skupina přátel, která nahrazuje tradiční rodinu a člověk si ji sám konstruuje. Autorka seriálu Marta Kauffmanová potvrdila, že jejím cílem bylo zmapovat onu dobu, kdy pro mladého člověka „jsou přátelé jeho rodinou“, která se v postmoderní době rozšiřuje za třicátý rok věku, což v minulosti nebývalo zvykem. Tím také vysvětlila, proč nelze s odstupem času natočit film na seriál navazující (jako v případě Sexu ve městě), o němž se v pravidelných cyklech spekuluje.
Model Přátel ovlivnil vývoj žánru sitcom přesunem důrazu z rodinného života na život neformálních skupin přátel (započátý již Seinfeldem či Cheers), za jím ovlivněný bývá často označován především seriál Jak jsem poznal vaši matku.
Seriál měl i jeden tzv. spin-off, když se postava Joeyiho osamostatnila a získala vlastní sitcom Joey. NBC ho nasadila na stejný čas jako Přátele a úvodní epizodu skutečně sledovalo jen o málo méně diváků než v průměru sledovalo Přátele (cca 18 milionů). Jenže sledovanost rychle klesala až k sedmi milionům, načež byl seriál zastaven. Podle autorů Přátel, kteří se na scénáři k Joeymu odmítli podílet, to bylo nepochopením postavy Joeyho v Přátelích a jeho nepříjemným charakterovým posunem.

## Ocenění
Za deset let vysílání získal seriál několik cen Emmy a některá další ocenění, jako je Zlatý globus nebo ceny SAG. Ze 63 nominací na ceny Emmy jich seriál proměnil 7.
Jennifer Aniston a Lisa Kudrow jsou jediné herečky v seriálu, které vyhrály Emmy.[zdroj?]
Ceny Emmy
- 2008 – Nejvzpomínanější televizní moment – komedie (za díl „Rossovo odhalení“)
- 2003 – Nejlepší hostující herečka v komediálním seriálu – Christina Applegate
- 2002 – Nejlepší televizní miniseriál nebo televizní film
- 2002 – Nejlepší televizní seriál – kategorie muzikál a veselohra – nejlepší herečka – Jennifer Aniston
- 2000 – Nejlepší hostující herec v komediálním seriálu – Bruce Willis
- 1998 – Nejlepší televizní seriál – kategorie muzikál a veselohra – nejlepší herečka – Lisa Kudrow
- 1996 – Nejlepší režie v komediálním seriálu – Michael Lembeck (za díl „Joeyho ctitelka“)

Zlatý globus
- 2003 – Nejlepší televizní seriál – kategorie muzikál a veselohra – nejlepší herečka – Jennifer Aniston

Cena Sdružení filmových a televizních herců
- 2000 – Nejlepší herečka v komediálním seriálu – Lisa Kudrow
- 1996 – Nejlepší herecká skupina – J. Aniston, C. Cox-Arquette, L. Kudrow, M. LeBlanc, M. Perry, D. Schwimmer